# Заграчани
Заграчани (мкд. Заграчани) су насеље у Северној Македонији, у крајње западном делу државе. Заграчани припадају општини Струга.

## Географија
Насеље Заграчани је смештено у крајње западном делу Северне Македоније, близу државне границе са Албанијом (6 km западно од насеља)]. Од најближег града, Струге, насеље је удаљено 6 km западно.
Заграчани се налазе у историјској области Дримкол, која обухвата приобаље Охридског језера, око места истока реке Црни Дрим из језера. Насеље је смештено на северозападној страни језера. Западно од насеља издиже се планина Јабланица, док се источно пружа Струшко поље. Надморска висина насеља је приближно 740 метара.
Клима у насељу, и поред знатне надморске висине, има жупне одлике, па је пре умерено континентална него планинска.

## Становништво
Заграчани су према последњем попису из 2002. године имали 1.075 становника. 
Већину становништва насеља чине Албанци (99%).
Претежна вероисповест је ислам.